# Chelsea Wolfe
Chelsea Wolfe (1983. november 14. –) amerikai énekesnő, zenész. Zenéjében a gothic rock, a doom metal és a folk metal elemei keverednek. 2017-es albumán a neofolk, az elektronikus zene és a heavy metal elemei is hallhatóak.

## Élete
Észak-Kaliforniában nőtt fel. Apja egy country együttesben játszott, és egy otthoni stúdiót is üzemeltetett. Hét éves korában írta meg első versét, és kilenc éves korában már dalokat írt és szerzett, amelyeket "Casio-alapú, gótikus R&B daloknak" írt le.
Elmondása szerint gyorsan nőtt fel, "amikor 11 éves lett, már ivott"." Gyerek- és tinédzserkorában alvási bénulással küzdött; ez lett a témája két stúdióalbumának is.
Gyerekkora egy részében nagymamájával élt, aki megtanította őt az aromaterápiára és a Reiki-re is.
Első nagylemezét 2006-ban szerezte, de az album végül nem került hivatalos kiadásra. Az albummal kapcsolatban azt nyilatkozta: "21 éves voltam, és írtam egy szar énekes és dalszerző szakításával kapcsolatos albumot. Annak idején nem is nagyon szerettem volna zenész lenni, de sok barátom azt mondta: "csináljuk meg, vannak producer barátaim", és segítettek megcsinálni ezt a szörnyű albumot... Egy időre szünetet tartottam a zenétől, mivel nem voltam megelégedve azzal, amit csináltam."  Későbbi elmondása szerint azért hagyott fel az albummal, mert a személyes élményeiről szólt.
Így az első hivatalosan megjelent albuma a 2010-es The Grime and the Glow lett. Egy évvel később megjelent a második lemeze, amellyel sikereket ért el underground körökben, és pozitív kritikákat kapott a zenei magazinoktól is, például a Pitchforktól és a CMJ-től is.
2012-ben szerződést kötött a Sargent House kiadóval.
Hatásainak több stílust és előadót megtett, például a black metalt és a skandináv népzenét, de elmondása szerint nem szeretne csak egy műfajban játszani, szeret kísérletezni. A kritikusok felfedezték a zenéjében a doom metal, a drone metal, a gothic rock és a dark ambient stílusjegyeit is. A gótikus és az experimental stílusokon kívül a "doom folk" stílusba sorolták a zenéjét a kritikusok.

## Diszkográfia
- The Grime and the Glow (2010)
- Apokalypsis (2011)
- Pain Is Beauty (2013)
- Abyss (2015)
- Hiss Spun (2017)
- Birth of Violence (2019)[24]
- She Reaches Out to She Reaches Out to She (2024)

## Együttesének tagjai
- Chelsea Wolfe – ének, gitár
- Ben Chisholm – szintetizátor, basszusgitár, zongora, elektronika[25]
- Jess Gowrie – dob[25]
- Bryan Tulao – gitár[25]

Korábbi tagok
- Fred Sablan - basszusgitár
- Troy Van Leeuwen - gitár[25]
- Dylan Fujioka – dob
- Kevin Dockter – gitár
- Andrea Calderon – hegedű
- Ezra Buchla – brácsa
- Drew Walker – dob
- Addison Quarles – basszusgitár
- Aurielle Zeitler – gitár (a koncerteken)
- Mike Sullivan – gitár